# Scandinavian Tour 1968
De Scandinavian Tour 1968 was de eerste concerttour van de Engelse rockband Led Zeppelin. De tour liep van 7 september tot en met 15 september 1968 en bevatte optredens in Denemarken en Zweden. De band trad tijdens deze tournee op onder de naam The Yardbirds of The New Yardbirds.

## Achtergrond
De tournee was het gevolg van contractuele verplichtingen voor een al reeds geboekte concerttour door Scandinavië van de The Yardbirds. Daardoor was gitarist Jimmy Page, als enig overgebleven lid van de band, genoodzaakt een nieuwe band samen te stellen. Het eerste optreden van deze nieuwe band was op 7 september 1968 op het Egegård gymnasium in de Deense stad, Gladsaxe. Deze school organiseerde regelmatig optredens onder de naam Teen-Club. Het optreden vond exact twee maanden later plaats, na het laatste optreden van The Yardbirds. Manager Peter Grant zei later, naar aanleiding van het eerste optreden:

Als toeschouwer was het toen al duidelijk dat er een speciale chemie tussen hen was. 

Zanger Robert Plant over de tour:

De eerste tour bracht geen geld op, helemaal niets. Jimmy (Page) stak er alles in wat hij met The Yardbirds verdiend had, maar dat stelde niet veel voor. 

Jimmy Page zei in 1977 tijdens een interview met Dave Schulps van het Amerikaanse muziektijdschrift Trouser Press:

De tour verliep fantastisch voor ons, na iedere show lieten we de mensen stampend achter. 

## Tour data
| Datum             | Stad      | Land       | Locatie            |
| ----------------- | --------- | ---------- | ------------------ |
| 7 september 1968  | Gladsaxe  | Denemarken | Gladsaxe Teen-Club |
| 7 september 1968  | Brøndby   | Denemarken | Brøndby Pop-Club   |
| 8 september 1968  | Lolland   | Denemarken | Reventlowparken    |
| 8 september 1968  | Roskilde  | Denemarken | Fjordvilla Club    |
| 8 september 1968  | Køge      | Denemarken | Teaterbygningen    |
| 12 september 1968 | Stockholm | Zweden     | Tivoli Gröna Lund  |
| 13 september 1968 | Stockholm | Zweden     | Inside Club        |
| 14 september 1968 | Knivsta   | Zweden     | Angby Park         |
| 15 september 1968 | Göteborg  | Zweden     | Liseberg           |

## Setlist
De setlists van de vroegere concerttours van Led Zeppelin zijn vaak onbekend, omdat er geen opnames van de optredens bestaan.
De setlist voor deze tour bestond, naar alle waarschijnlijkheid, uit de volgende nummers:
1. Train Kept A-Rollin’ - (Bradshaw, Kay, Mann)
2. I Can't Quit You Baby - (Dixon)
3. Dazed and Confused - (Page, gebaseerd op “Dazed and confused” van Jake Holmes uit 1967)
4. How Many More Times - (Page, Jones, Bonham)
5. White Summer - (Page)
6. For Your Love - (Gouldman)
7. You Shook Me - (Dixon, Lenoir)
8. Babe I'm Gonna Leave You - (Page, Plant, Bredon)
9. As Long as I Have You - (Mimms)
10. Communication Breakdown - (Page, Jones, Bonham)